# Johannes Rydzek
Johannes Rydzek (Oberstdorf, 9 dicembre 1991) è un combinatista nordico tedesco.

## Biografia

### Stagioni 2005-2010
Johannes Rydzek è fratello della fondista Coletta, a sua volta sciatrice nordica; ha esordito nel Circo bianco il 2 ottobre 2005 disputando una gara FIS a Oberstdorf, in Germania. Nel 2008 ha debuttato in Coppa del Mondo a Kuusamo (in Finlandia) giungendo 15º nella Gundersen in programma.
Nel 2009 ha vinto due medaglie ai Mondiali juniores di Štrbské Pleso, in Slovacchia, aggiudicandosi l'argento nell'individuale Gundersen H100/10 km e il bronzo nella gara a squadre HS100/4 × 5 km. L'anno seguente, nella medesima manifestazione, ha fatto ancora meglio; infatti nell'edizione di Hinterzarten 2010 ha ottenuto l'oro nella gara a squadre. Ha partecipato anche ai XXI Giochi olimpici invernali di Vancouver 2010 riuscendo, assieme ai compagni, a salire sul gradino più basso del podio della gara a squadre.

### Stagioni 2011-2014
Nel 2011 ha conquistato il suo primo successo in Coppa del Mondo a Lahti piazzandosi al primo posto nella Gundersen HS130/10 km, oltre ad aver incrementato il numero di medaglie ai Mondiali juniores (un oro ed un argento a Otepää 2011) e ottenuto le prime medaglie iridate a Oslo 2011 (due argenti nelle prove a squadre e uno individuale).
Nel 2013, ai Mondiali in Val di Fiemme, non è andato oltre a un 10º posto nel trampolino lungo, ma l'anno seguente ai XXII Giochi olimpici invernali di Soči 2014 ha vinto l'argento nella gara a squadre (è stato inoltre 6º nel trampolino normale e 8º nel trampolino lungo). A fine stagione si è classificato 2º nella classifica generale di Coppa del Mondo vinta dal connazionale Eric Frenzel.

### Stagioni 2015-2025
Ai Mondiali di Falun 2015 ha vinto la medaglia d'oro sia nel trampolino normale sia nella gara a squadre dal trampolino normale, la medaglia d'argento nella sprint a squadre dal trampolino lungo e quella di bronzo nel trampolino lungo; due anni dopo, ai Mondiali di Lahti 2017, ha vinto la medaglia d'oro in tutte e quattro le gare di combinata nordica disputate (trampolino normale, nel trampolino lungo, gara a squadre dal trampolino normale e sprint a squadre dal trampolino lungo).
Ai XXIII Giochi olimpici invernali di Pyeongchang 2018 ha vinto la medaglia d'oro nel trampolino lungo e nella gara a squadre e si è classificato 5º nel trampolino normale; nella stagione successiva ai Mondiali di Seefeld in Tirol ha vinto la medaglia d'argento nella gara a squadre dal trampolino normale ed è stato 9º nel trampolino lungo e 8º nel trampolino normale, mentre a quelli di Oberstdorf 2021 si è classificato 28º nel trampolino normale e 17º nel trampolino lungo. Ai XXIV Giochi olimpici invernali di Pechino 2022 si è piazzato 5º nel trampolino normale e 28º nel trampolino lungo; ai Mondiali di Planica 2023 ha vinto la medaglia d'argento nella gara a squadre ed è stato 16º nel trampolino lungo e a quelli di Trondheim 2025 ha vinto la medaglia d'oro nella gara a squadre e si è classificato 7º nel trampolino normale e 14º nel trampolino lungo.

## Palmarès

### Olimpiadi
- 4 medaglie:
  - 2 ori (trampolino lungo, gara a squadre a Pyeongchang 2018)
  - 1 argento (gara a squadre a Soči 2014)
  - 1 bronzo (gara a squadre a Vancouver 2010)

### Mondiali
- 14 medaglie:
  - 7 ori (trampolino normale, gara a squadre dal trampolino normale a Falun 2015; trampolino normale, trampolino lungo, gara a squadre dal trampolino normale, sprint a squadre dal trampolino lungo a Lahti 2017; gara a squadre a Trondheim 2025)
  - 6 argenti (trampolino lungo, gara a squadre dal trampolino normale, gara a squadre dal trampolino lungo a Oslo 2011; sprint a squadre dal trampolino lungo a Falun 2015; gara a squadre dal trampolino normale a Seefeld in Tirol 2019; gara a squadre a Planica 2023)
  - 1 bronzo (trampolino lungo a Falun 2015)

### Mondiali juniores
- 5 medaglie:
  - 2 ori (gara a squadre a Hinterzarten 2010; individuale 10 km a Otepää 2011)
  - 2 argenti (individuale a Štrbské Pleso 2009; individuale 5 km a Otepää 2011)
  - 1 bronzo (gara a squadre a Štrbské Pleso 2009)

### Coppa del Mondo
- Miglior piazzamento in classifica generale: 2º nel 2014 e nel 2017
- 69 podi (46 individuali, 23 a squadre):
  - 26 vittorie (18 individuali, 8 a squadre)
  - 27 secondi posti (16 individuali, 11 a squadre)
  - 16 terzi posti (12 individuali, 4 a squadre)

#### Coppa del Mondo - vittorie
| Data             | Località             | Nazione       | Trampolino                  | Spec.                                                               |
| ---------------- | -------------------- | ------------- | --------------------------- | ------------------------------------------------------------------- |
| 12 marzo 2011    | Lahti                | Finlandia     | Salpausselkä HS130          | IN LH/10 km                                                         |
| 3 febbraio 2013  | Soči                 | Russia        | RusSki Gorki HS140          | T LH/4 × 5 km (con Manuel Faißt, Björn Kircheisen ed Eric Frenzel)  |
| 9 marzo 2013     | Lahti                | Finlandia     | Salpausselkä HS130          | T SP LH/2 × 7,5 km (con Eric Frenzel)                               |
| 25 gennaio 2014  | Oberstdorf           | Germania      | Schattenberg HS137          | T LH/4 × 5 km (con Tino Edelmann, Fabian Rießle ed Eric Frenzel)    |
| 28 febbraio 2014 | Lahti                | Finlandia     | Salpausselkä HS130          | IN LH/10 km                                                         |
| 6 marzo 2014     | Trondheim            | Norvegia      | Granåsen HS140              | IN LH/10 km                                                         |
| 8 marzo 2014     | Oslo                 | Norvegia      | Holmenkollen HS134          | IN LH/10 km                                                         |
| 29 novembre 2014 | Kuusamo              | Finlandia     | Rukatunturi HS142           | IN LH/10 km                                                         |
| 3 gennaio 2015   | Schonach             | Germania      | Langenwaldschanze HS106     | T LH/4 × 5 km (con Eric Frenzel, Tino Edelmann ed Björn Kircheisen) |
| 7 marzo 2015     | Lahti                | Finlandia     | Salpausselkä HS130          | T SP LH/2 × 7,5 km (con Fabian Rießle)                              |
| 20 febbraio 2016 | Lahti                | Finlandia     | Salpausselkä HS130          | T SP LH/2 × 7,5 km (con Fabian Rießle)                              |
| 23 febbraio 2016 | Kuopio               | Finlandia     | Puijo HS127                 | IN LH/10 km                                                         |
| 26 novembre 2016 | Kuusamo              | Finlandia     | Rukatunturi HS142           | IN LH/10 km                                                         |
| 27 novembre 2016 | Kuusamo              | Finlandia     | Rukatunturi HS142           | IN LH/10 km                                                         |
| 2 dicembre 2016  | Lillehammer          | Norvegia      | Lysgårdsbakken HS100        | T NH/4 × 5 km (con Björn Kircheisen, Eric Frenzel e Fabian Rießle)  |
| 17 dicembre 2016 | Ramsau am Dachstein  | Austria       | W90-Mattensprunganlage HS96 | IN NH/10 km                                                         |
| 21 gennaio 2017  | Chaux-Neuve          | Francia       | La Côté Feuillée HS118      | IN LH/10 km                                                         |
| 27 gennaio 2017  | Seefeld in Tirol     | Austria       | Toni Seelos HS109           | IN NH/5 km                                                          |
| 28 gennaio 2017  | Seefeld in Tirol     | Austria       | Toni Seelos HS109           | IN NH/10 km                                                         |
| 4 febbraio 2017  | Pyeongchang Alpensia | Corea del Sud | Alpensia HS140              | IN LH/10 km                                                         |
| 5 febbraio 2017  | Pyeongchang Alpensia | Corea del Sud | Alpensia HS140              | IN LH/10 km                                                         |
| 26 novembre 2017 | Kuusamo              | Finlandia     | Rukatunturi HS142           | IN LH/10 km                                                         |
| 5 marzo 2018     | Lahti                | Finlandia     | Salpausselkä HS130          | IN LH/10 km                                                         |
| 25 novembre 2018 | Kuusamo              | Finlandia     | Rukatunturi HS142           | T LH/4 × 5 km (con Eric Frenzel, Fabian Rießle e Vinzenz Geiger)    |
| 11 gennaio 2019  | Val di Fiemme        | Italia        | Giuseppe Dal Ben HS135      | IN LH/10 km                                                         |
| 30 novembre 2024 | Kuusamo              | Finlandia     | Rukatunturi HS142           | IN LH/10 km                                                         |

Legenda:

IN = individuale Gundersen

T = gara a squadre

NH = trampolino normale

LH = trampolino lungo